# کلاس کلاس لیون
کلاس لیون (به انگلیسی: Lyon-class battleship)، یک کلاس از کشتی است که طول آن ۱۹۴٫۵ متر (۶۳۸ فوت) می‌باشد.